# Volkheimeria
Volkheimeria ist eine Gattung von Dinosauriern aus der Gruppe der Sauropoden. Bisher ist lediglich ein einziges, sehr fragmentarisches Skelett bekannt, das aus dem Mitteljura (Callovium) der argentinischen Provinz Chubut stammt. Es handelt sich um einen ursprünglichen Vertreter der Sauropoden, die Verwandtschaftsbeziehungen innerhalb dieser Gruppe sind ungewiss. Einzige Art ist Volkheimeria chubutensis.

## Fund und Namensgebung
Das einzige Skelett stammt aus einer Fundstelle nahe dem Dorf Cerro Cóndor aus den Schichten der Cañadón-Asfalto-Formation. Obwohl seit 1949 bekannt, wurden die zahlreichen Fossilien dieser Fundstelle erst in den Jahren 1977, 1982 und 1983 von Forscherteams unter der Leitung des Paläontologen José Bonaparte geborgen. Neben dem Volkheimeria-Skelett barg der Fundort fünf unvollständige Skelette des Sauropoden Patagosaurus sowie zwei Skelette des Theropoden Piatnitzkysaurus.
Das Skelett besteht aus einigen Hals-, Rücken- und Kreuzbeinwirbeln, dem Becken, sowie dem Oberschenkelknochen und dem Schienbein. Es wurde 1979 von José Bonaparte als neue Art und Gattung, Volkheimeria chubutensis, erstmals wissenschaftlich beschrieben. Der Gattungsname ehrt den argentinischen Geologen und Paläontologen Wolfgang Volkheimer, während der zweite Teil des Artnamens, chubutensis, auf die Provinz Chubut weist.

## Merkmale und Systematik
Das einzige Exemplar von Volkheimeria war kleiner als der zeitgenössische und deutlich besser bekannte Patagosaurus, der eine Länge von bis zu 14 Meter erreichen konnte: So misst das Darmbein bei Volkheimeria 45 Zentimeter Länge, während es bei Patagosaurus 95 Zentimeter Länge misst.
In seiner Erstbeschreibung klassifizierte José Bonaparte diese Gattung als ursprünglichen Sauropoden aus der Gruppe der „Cetiosauridae“. John McIntosh (1990) bemerkt, dass Volkheimeria Ähnlichkeiten mit dem aus dem Mitteljura Madagaskars stammenden Lapparentosaurus aufweist und stellt beide Gattungen zu den Brachiosauridae. Upchurch und Kollegen (2004) bemerken derweil, dass keine Merkmale bekannt sind, die eine Einordnung innerhalb der Brachiosauridae untermauern und dass Volkheimeria bisher in keiner phylogenetischen Studie berücksichtigt wurde – konsequent klassifizieren diese Autoren die Gattung daher als Sauropoda incertae sedis (Sauropode mit unbekannten Verwandtschaftsbeziehungen). Fernando Novas (2009) argumentiert, dass Volkheimeria innerhalb der Eusauropoda klassifiziert werden kann – eine Gruppe, die alle Sauropoden bis auf einige sehr ursprüngliche Formen mit einschließt. So zeige Volkheimeria wie andere Eusauropoden opisthocoele – das heißt auf der Vorderseite konvexe und auf der Hinterseite konkave – Schwanzwirbel; außerdem fehlt der anteriore Trochanter des Oberschenkelknochens, während der Cnemialkamm des Schienbeins zur Seite hin vorspringt. Gleichzeitig bemerkt Novas, dass diese Gattung eine Reihe sehr ursprünglicher Merkmale zeigt, die teilweise an Prosauropoden erinnern; so war der Schaft des Sitzbeins schlank und das Schambein verlängert, außerdem waren die Dornfortsätze der Rückenwirbel craniocaudal (entlang der Mittellinie des Körpers) verlängert. Novas vermutet daher, dass es sich um einen ursprünglichen Vertreter der Eusauropoda handelte.
Von anderen Gattungen lässt sich Volkheimeria anhand des Wirbellochs der Rückenwirbel unterscheiden, das tief in die Wirbelkörper eingeschnitten ist.